# 5 cámaras rotas
5 cámaras rotas (en árabe: خمس كاميرات محطمة Khamas Kamīrāt Muḥaṭṭamah‎; en hebreo: חמש מצלמות שבורות Hamesh Matslemot Shvurot‎; en inglés: 5 Broken Cameras) es un largometraje documental codirigido en 2011 por el palestino Emad Burnat y el israelí Guy Davidi. Coproducida por Palestina, Israel y Francia, la película fue nominada en 2012 al Óscar al Mejor largometraje documental y fue galardonada con el premio al Mejor director en documental internacional en el Festival de Sundance 2012 y el Premio Emmy 2013 al mejor documental.
El documental sigue durante varios años la lucha y las protestas pacíficas de los habitantes de Bil'in, un pueblo de Cisjordania que va perdiendo tierras de cultivo debido a la construcción del muro de separación con Israel y al avance de los asentamientos de colonos israelíes a proximidad del pueblo.
La banda sonora de la película ha sido compuesta e interpretada por el Trío Joubran.

## Sinopsis
En 2004, cuando nace su cuarto hijo, Jibreel, los amigos de Emad Burnat le regalan una cámara. Si Burnat piensa en un primer tiempo filmar únicamente la vida de sus hijos y de su familia, sus grabaciones van rápidamente desbordar el entorno familiar ya que el nacimiento de su hijo coincide con un acontecimiento clave en la vida del pueblo donde viven, Bil'in, en Cisjordania. En 2004 arrancan las manifestaciones de los campesinos contra la construcción de una valla de separación entre el cercano asentamiento israelí de Modi'in Illit y el pueblo palestino, cortándoles el acceso a sus campos de cultivo. Burnat filmó las protestas desde el primer día y durante siete años, y con ayuda del realizador israelí Guy Davidi el material grabado se convirtió en un documental de 90 minutos en el que la vida de un niño palestino y su familia se funde con la resistencia de un pueblo palestino. Fueron necesarias cinco cámaras, ya que fueron destrozadas una tras otra durante los altercados con el ejército israelí.

## Colaboración entre Emad Burnat y Guy Davidi
Emad Burnat es un campesino pero no es un profesional de la imagen. A diferencia de los reporteros y activistas israelíes e internacionales que cada viernes acuden a Bil'in, filma también lo que ocurre en los demás días de la semana o por la noche. Conoció a Guy Davidi, un realizador israelí de documentales críticos con la política de su país, desde las primeras movilizaciones en Bil'in. Le pidió ayuda en 2009 para realizar el documental, pero ante la abundancia de reportajes ya existentes sobre la lucha de los campesinos de Bil'in, Davidi le recomendó que diera una dimensión más personal al tema y que centrara el filme en su propia percepción de los hechos. Burnat ya tenía entre 700 y 800 horas de grabación, y Davidi emprendió con él la escritura del guion y empezó a montar la película. Lo hizo solo los dos primeros años, luego lo hicieron conjuntamente ya que las grabaciones seguían aumentando y no daba abasto. La última sesión de montaje tuvo lugar durante un mes en París con la montadora francesa Véronique Lagoarde-Ségot.

## Premios
- Amsterdam International Documentary Film Festival 2011: Premio del Público y Premio Especial del Jurado
- Cinema Eye Honors Awards (Estados Unidos) 2013: Premio a la mejor película no de ficción, Premio al mejor montaje
- Cinéma du Réel (París, Francia) 2013: Premio Louis Marcorelles
- Durban International Film Festival 2012: Premio al mejor documental
- International Emmy Awards 2013: Premio al mejor documental
- Jerusalem Film Festival 2012: Premio de la Fundación Van Leer Group al mejor documental israelí
- Prague One World Film Festival 2012: Premio al mejor director
- Sheffield International Documentary Festival 2012: Premio del Público
- Sundance Film Festival 2012: Premio al Mejor director de documental
- Taiwan International Documentary Film Festival 2012: Premio Asian Vision
- Take One Awards 2012 (Reino Unido): Premio al Mejor Documental
- The Hague Movies that Matter Festival 2012: Golden Butterfly
- Yerevan International Film Festival 2012: Golden Apricot